# Fagus japonica
Fagus japonica är en bokväxtart som beskrevs av Carl Maximowicz. Fagus japonica ingår i släktet bokar och familjen bokväxter.
Arten förekommer i Japan på öarna Honshu och Shikoku.
För beståndet är inga hot kända. IUCN listar Fagus japonica som livskraftig (LC).

## Underarter
Arten delas in i följande underarter:
- F. j. japonica
- F. j. multinervis

## Bildgalleri

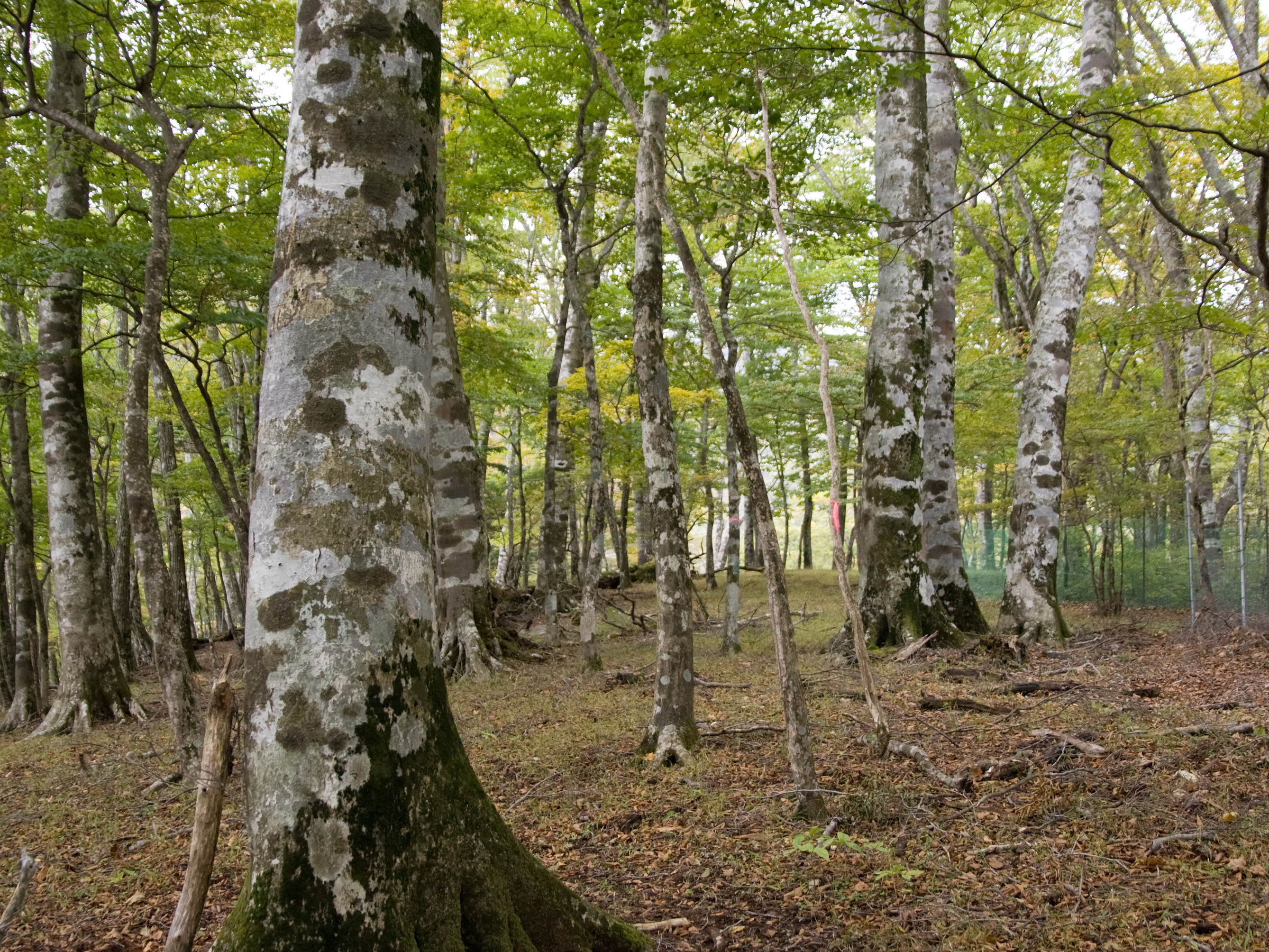
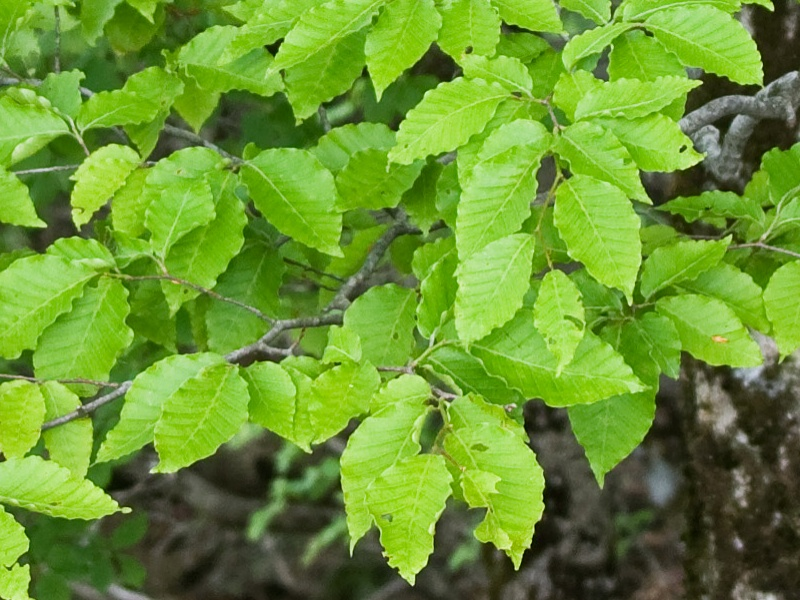
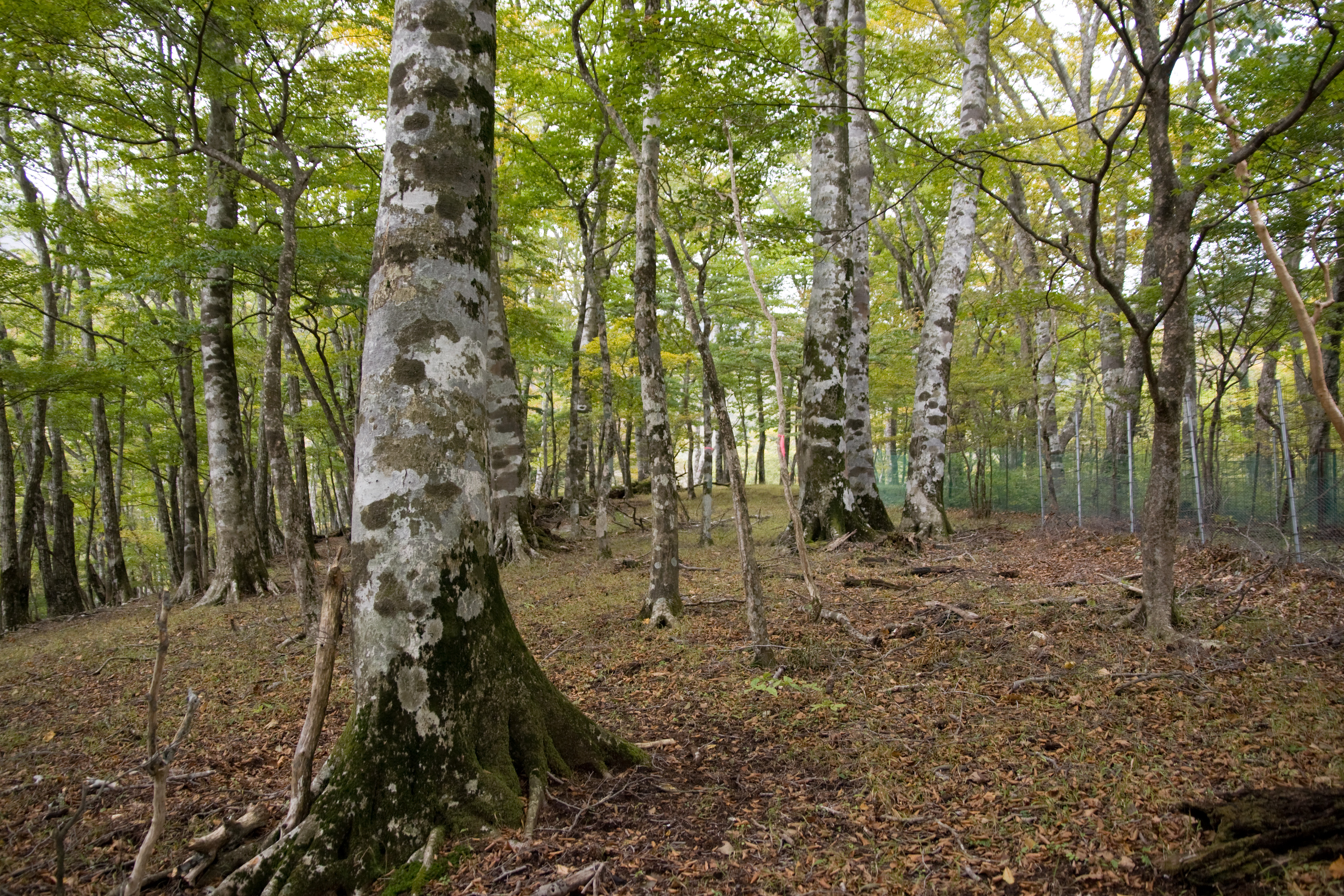
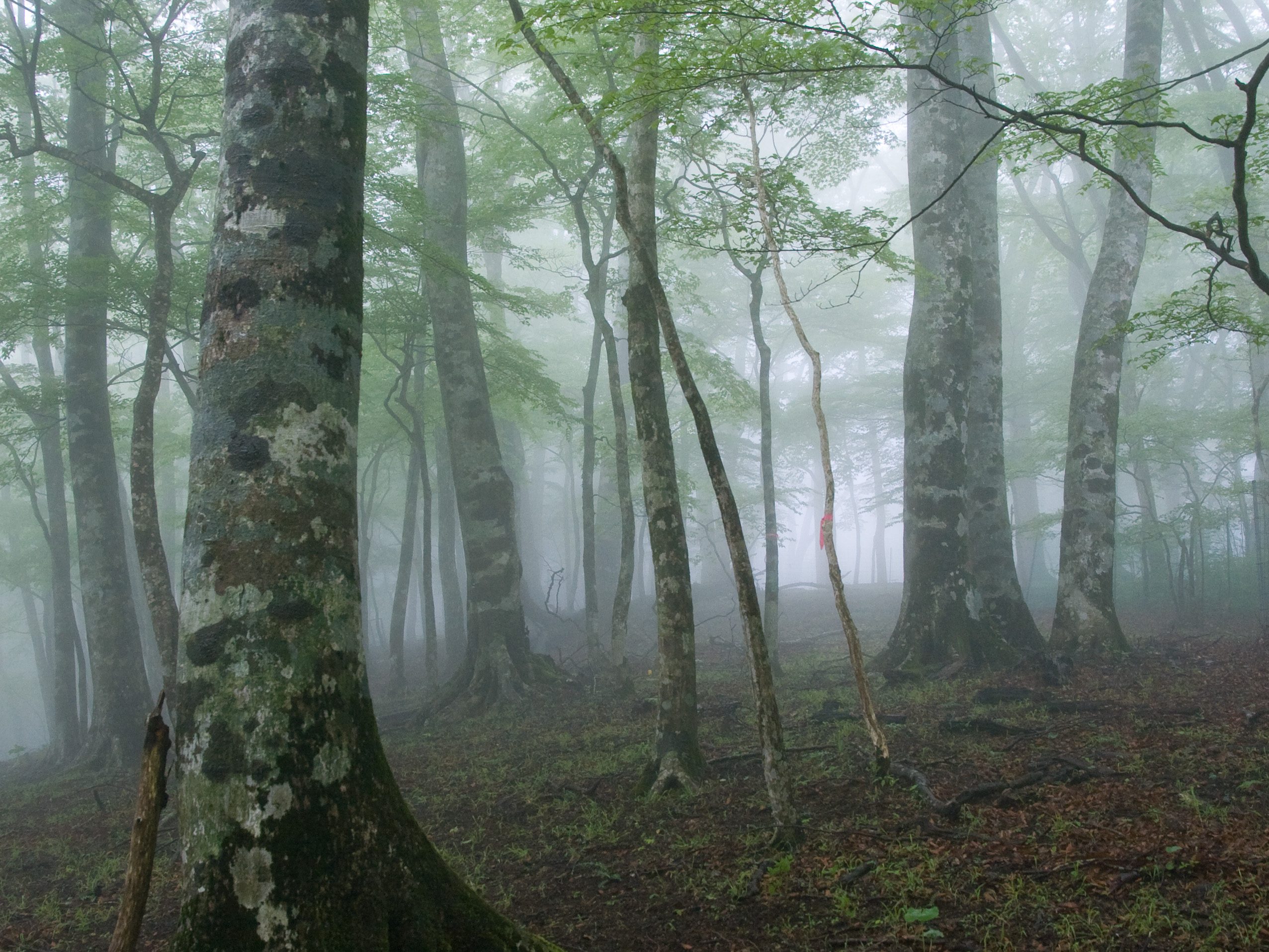
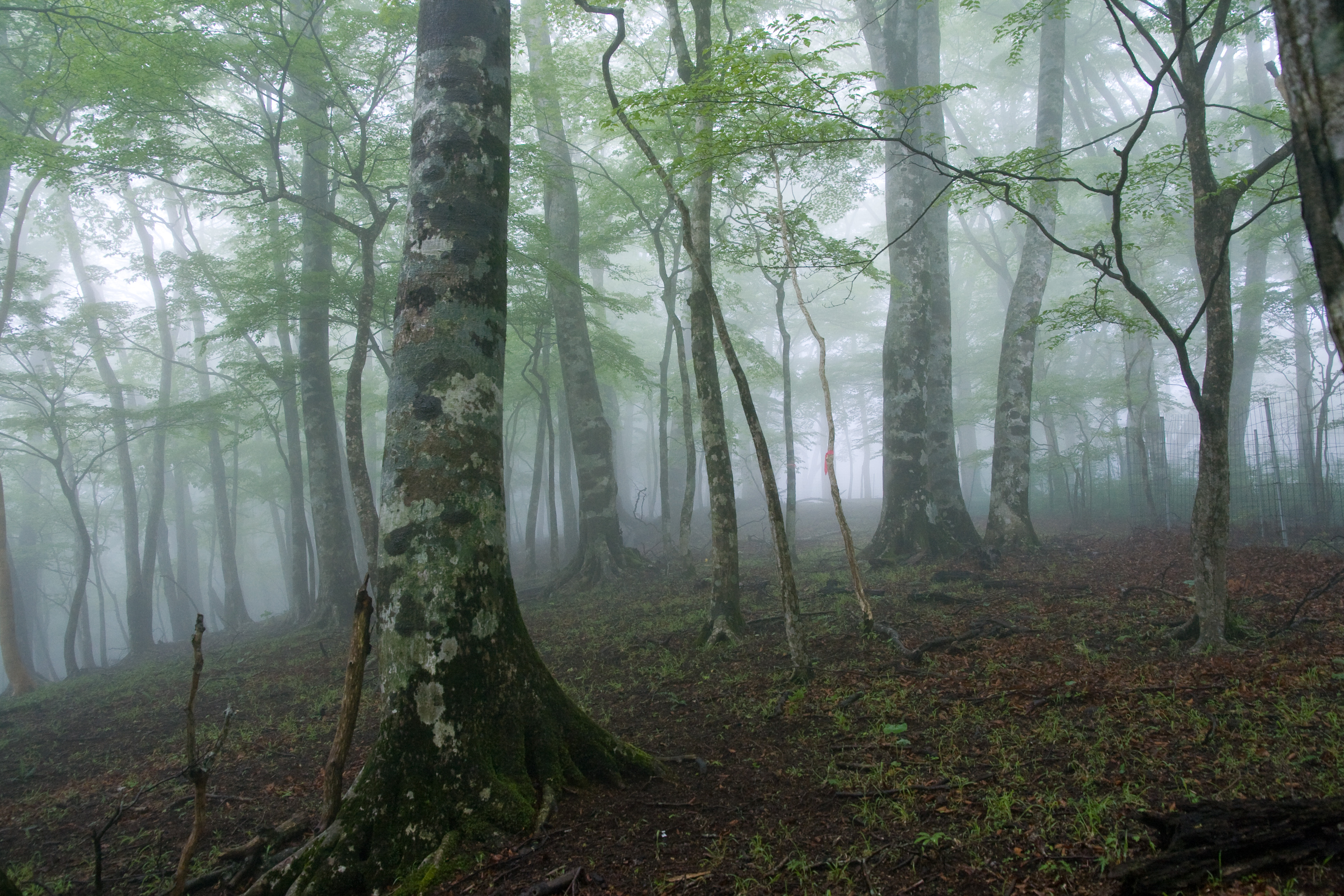
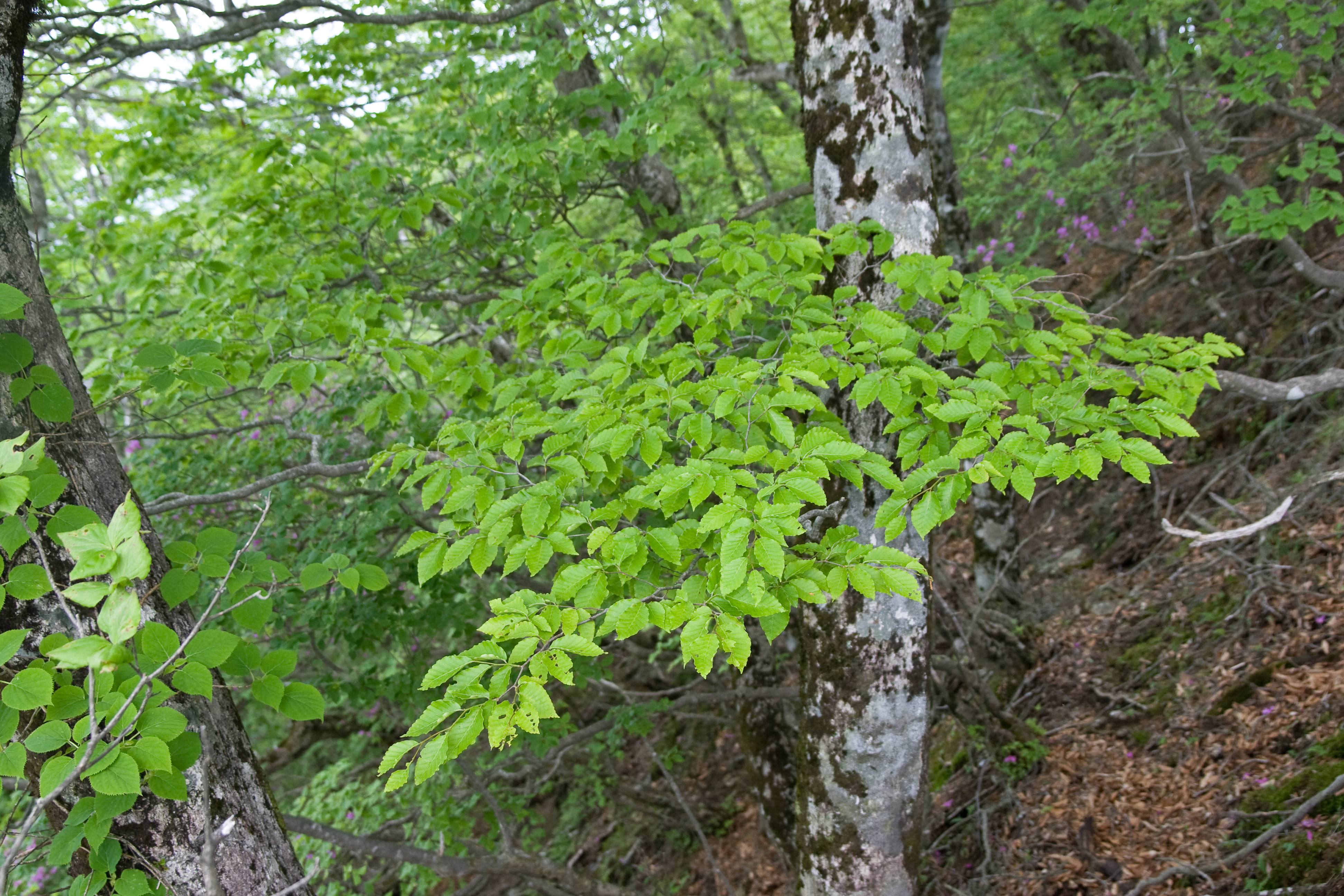